# Est Elle & Norden USA
Est Elle & Norden USA var en svenskspråkig tidskrift med säte både i Vasa i Finland och New York i USA. Tidningen utgjorde fortsättning till den finlandssvenska kulturtidskriften Est Elle och den amerikafinlandssvenska dagstidningen Norden. 
Tidskriftens chefredaktör var Margitha Sundström, som grundade Est Elle 2012. Det amerikanska bolaget Norden News Inc som drev dagstidningen Norden fortsatte att vara aktivt och skötte bland annat alla prenumerationsärenden i Nordamerika. Redaktionen på Norden News Inc. producerade eget innehåll på några sidor i den gemensamma tidningen. För övrigt ändrade tidskriften inte sitt innehåll nämnvärt från sin föregångare, Est Elle. Den innehöll artiklar om trender inom kultur, skönhet, mode, inredning, trädgård, gastronomi och välbefinnande. Tidskriften trycktes i Vasa.  

## Historik
Den 20 oktober 2014 fattades beslutet att dagstidningen Norden och tidskriften Est Elle skulle gå samman och bilda en ny tidskrift vid namn Est Elle & Norden USA.  Det första numret av den gemensamma månadstidskriften utkom den 6 november 2014, och den kom därefter ut tio gånger per år. 